# Theodor I. Holban
Theodor I. Holban (n. 11 august 1904, comuna Coșcodeni, Republica Moldova - d. 1990) a fost un istoric și editor de documente român.

## Viața și activitatea
Theodor I. Holban a urmat studii superioare în domeniul literelor la Iași. A obținut doctoratul în filologie și istorie la Varșovia, fiind de asemenea membru al Școlii Române din Paris, dar și asistent universitar la Iași, lector universitar la Varșovia, profesor secundar la București, laureat al Academiei Jagellone din Cracovia (1937). A publicat o serie de studii interesante având ca subiect relațiile româno-polone, alături de numeroase alte contribuții la istoria Moldovei.
La 100 de ani de la naștere au fost publicate câteva medalioane biografice dedicate acestui istoric.

## Operă
- Ion Todd Armeanul, Chișinău, 1938, 36 p.;
- Documente românești din arhivele franceze, București, 1939, 121 p.;
- Emigrația în anii 1831-1848, București,1939, 186 p.;
- Henri de Valois en Pologne et les Roumains, București, 1942, 69 p.
- Cneazul, în „Cercetări Istorice”, X-XII (1934-1936), 1, p. 62-79;
- Jus Valachicum in Polonia, în „Studii și Cercetări de Istorie” (Cluj), XVIII (1943), p. 313-373.